# Вулька-Питовська
Вулька-Питовська (пол. Wólka Pytowska) — село в Польщі, у гміні Кодромб Радомщанського повіту Лодзинського воєводства.
Населення — 99 осіб (2011).
У 1975-1998 роках село належало до Пйотрковського воєводства.

## Демографія
Демографічна структура станом на 31 березня 2011 року:
|          | Загалом | Допрацездатний вік | Працездатний вік | Постпрацездатний вік |
| -------- | ------- | ------------------ | ---------------- | -------------------- |
| Чоловіки | 50      | 6                  | 38               | 6                    |
| Жінки    | 49      | 10                 | 27               | 12                   |
| Разом    | 99      | 16                 | 65               | 18                   |